# ホテルヴィスキオ尼崎
ホテルヴィスキオ尼崎（Hotel Vischio Amagasaki）は、兵庫県尼崎市にあるホテル。JR西日本ホテルズグループ。2025年6月まで同グループの尼崎ホテル開発株式会社が運営していた。

## 概要
西日本旅客鉄道（JR西日本）尼崎駅に隣接する麒麟麦酒尼崎工場跡地の再開発事業として、駅直結のホテル『ホテル「ホップイン」アミング』（英語: Hopinn Aming Hotel）として1999年に開業した。
運営会社としてキリンホテル開発が設立され、支配人には後にキリンホールディングス会長CEOに就任する磯崎功典が就任したが、当初は稼働率の上がらない状況が続いたものの、宝塚歌劇団が出版するファン向け雑誌にホテルの広告を掲載したことで稼働率向上に繋げた。2007年にはキリンホールディングスから会社分割により資産譲受を受けている。
2008年にキリンホールディングスとJR西日本ホテルズを展開するジェイアール西日本ホテル開発との間でキリンホテル開発の株式譲渡契約がまとまり、2009年1月31日にキリンホテル開発はJR西日本グループとなった。社名も「尼崎ホテル開発株式会社」に改めている。
その後、ジェイアール西日本ホテル開発は宿泊特化型ホテルブランド「ヴィスキオ」（Vischio、イタリア語でヤドリギという意味）を立ち上げることになり、ホテル「ホップイン」アミングも「ヴィスキオ」ブランドにリブランドし、2018年6月6日に「ホテルヴィスキオ尼崎」としてリニューアルオープンした。
なお、JR西日本ホテルズにおけるホテル運営会社の再編に伴い、2025年7月1日付けで尼崎ホテル開発がジェイアール西日本ホテル開発に吸収合併され、ホテルヴィスキオ尼崎もジェイアール西日本ホテル開発直営のホテルとなった。

## 周辺施設
- あまがさきキューズモール